# Rybne (Basses-Carpates)
Pour les articles homonymes, voir Rybne.
Rybne est une localité polonaise de la gmina de Solina, située dans le powiat de Lesko en voïvodie des Basses-Carpates.